# Butapren
Butapren – nazwa handlowa kleju rozpuszczalnikowego, którego głównym składnikiem sklejającym jest kauczuk chloroprenowy.

## Zastosowanie
Stosowany jest do szerokiego zakresu materiałów, w tym do klejenia gumy, skóry naturalnej i sztucznej, tkanin sztucznych i naturalnych, filcu, ceramiki czy szkła, jak również do łączenia tych materiałów z drewnem, metalem, betonem bądź tworzywami sztucznymi. Ma zastosowanie głównie w przemyśle obuwniczym, gdyż daje on trwałe, wodoszczelne i elastyczne spoiny. Stosuje się go na zimno, pokrywając obie klejone powierzchnie i łącząc je z sobą po tym, jak z kleju wyparuje większość rozpuszczalnika.

## Skład
Stanowi roztwór kauczuku chloroprenowego w rozpuszczalniku organicznym, zawierającym również żywicę syntetyczną z dodatkami sieciującymi. Zawartość poszczególnych składników butaprenu nie jest stała, w zależności od producenta i okresu mógł zawierać takie rozpuszczalniki jak benzyna, toluen, aceton, octan etylu czy trichloroeten. Nazwa „butapren” stosowana bywa również do innych klejów, np. poliuretanowych.

## Zagrożenia
Z uwagi na zawartość lotnych rozpuszczalników organicznych, wdychanie par tych substancji może prowadzić do odurzenia. Zjawisko to może dotykać szczególnie młodzieży, gdyż butapren stanowi środek łatwo dostępny. Poza objawami pożądanymi przez osoby narkotyzujące się butaprenem (takimi jak euforia czy halucynacje), wystąpić może szereg negatywnych objawów związanych z toksycznością zawartych w nim lotnych rozpuszczalników, w tym zaburzenia układu krążenia i ośrodkowego układu nerwowego oraz zmiany w mózgu i innych narządach wewnętrznych. W literaturze opisane są przypadki zgonów związanych z odurzaniem się parami butaprenu.
Chroniczne narażenie na butapren w zakładach wykorzystujących kleje rozpuszczalnikowe powodować może m.in. problemy dermatologiczne i zmiany hematologiczne.

## Znak towarowy
Nazwa „butapren” była stosowana w odniesieniu do klejów kauczukowych już w PRL. W 1993 roku Zakłady Tworzyw Sztucznych „Pronit” wystąpiły o zastrzeżenie tej nazwy jako słownego znaku towarowego, na który udzielono jej prawa ochronnego w 1997 roku. Nazwa ta była jednak używana przez inne przedsiębiorstwa, czemu ZTS „Pronit” nie sprzeciwiały się. Urząd Patentowy w 2008 roku stwierdził wygaśnięcie prawa ochronnego na znak towarowy w związku z tym, że utracił on znamiona odróżniające i stał się w obrocie zwyczajowym oznaczeniem.